# Franka Potente
Franka Potente (Münster, Alemania; 22 de julio de 1974) es una actriz y cantante alemana. Debutó en la película Nach Fünf im Urwald (1995) y consiguió mayor reconocimiento por Corre, Lola, corre (1998). Los mayores galardones recibidos en su país fueron gracias a Corre, Lola, corre y al telefilme Opernball (1998). Después de cinco años de interpretar con éxito papeles en el cine alemán, consiguió papeles en Estados Unidos junto a Johnny Depp en Blow (2001) y como coprotagonista junto a Matt Damon en The Bourne Identity (2002) y The Bourne Supremacy (2004).

## Primeros años
La mayor de tres hermanos, Potente nació en Münster y creció cerca de la ciudad de Dülmen. Su madre, Hildegard, era enfermera, y su padre, Dieter Potente, maestro. Su apellido italiano proviene de su bisabuelo, un pizarrero siciliano que emigró a Alemania durante el siglo XIX. A los 17 años de edad pasó un par de meses como estudiante de intercambio en Humble, Texas, Estados Unidos.

## Carrera
Después de terminar la secundaria en Alemania, Potente se matriculó en la escuela de artes escénicas Otto Falckenberg en Múnich. Potente conseguía trabajos como actriz por fuera de la escuela y en 1995 hizo su primera aparición en pantalla en una película de estudiantes llamada Aufbruch. Más tarde fue descubierta por un agente de casting y trabajó en la película Nach Fünf im Urwald, dirigida por su novio en ese entonces, Hans Christian Schmid. Por su trabajo en esa película recibió el Bayerischer Filmpreis como mejor actriz joven. Terminó su último año de formación en el Lee Strasberg Theatre and Film Institute en Manhattan.
Potente regresó a Europa y trabajó en películas alemanas y francesas. Fue elegida para protagonizar Corre, Lola, corre (1998) después de conocer al director, Tom Tykwer, en un café. El papel fue escrito para ella y aunque era una producción de bajo presupuesto, terminó siendo popular en Europa y el resto del mundo. Potente también cantó en la banda sonora de la película. Continuó trabajando en películas alemanas, incluyendo la cinta de terror Anatomía y el thriller La princesa y el guerrero, también dirigida por Tykwer.
Su primer personaje de habla inglesa fue en Storytelling (2001). Continuó con Blow, junto a Johnny Depp, y como la protagonista femenina en The Bourne Identity, junto a Matt Damon, papel que volvió a interpretar en The Bourne Supremacy. En 2006, coprotagonizó con Eric Bana la película australiana Romulus, My Father, por la cual fue nominada al premio AFI como mejor actriz. También en 2006, escribió y dirigió Der die Tollkirsche ausgräbt, una comedia muda.
En 2007 interpretó a la caza-nazis Beate Klarsfeld en el telefilme La Traque y luego interpretó a Tamara Bunke en Che: Guerrilla, de Steven Soderbergh, junto a Benicio del Toro.
También ha participado como actriz invitada en la serie estadounidense House y en The Shield junto a Michael Chiklis, ambas en su sexta temporada.

## Vida privada
Potente tuvo una relación romántica con el director Tom Tykwer desde 1998 a 2003. En 2008, se comprometió con un empresario estadounidense; sin embargo, en septiembre de 2009, la pareja se separó. En abril de 2011, dio a luz una niña, Polly. En 2012 se casó con el actor estadounidense Derek Richardson.

## Filmografía

### Películas
| Año  | Título                                               | Personaje               | Notas                                                                         |
| ---- | ---------------------------------------------------- | ----------------------- | ----------------------------------------------------------------------------- |
| 2018 | 25 km/h                                              | Ute                     |                                                                               |
| 2018 | Between Worlds                                       | Julie                   | junto a Nicolas Cage                                                          |
| 2017 | Muse                                                 | Uli                     | junto a Leonor Watling                                                        |
| 2016 | The Conjuring 2                                      | Anita Gregory           | junto a Patrick Wilson & Vera Farmiga                                         |
| 2016 | Blanco                                               | Leslee                  | junto a Sebastian Arcelus                                                     |
| 2015 | No Way Jose                                          | Uli                     | junto a Adam Goldberg                                                         |
| 2011 | Beate Uhse - Das Recht auf Liebe                     | Beate Uhse              | junto a Hans Werner Meyer                                                     |
| 2010 | Valerie                                              | Valerie                 | junto a Pasquale Cassalia & Guido Föhrweißer                                  |
| 2010 | Shangai                                              | Leni Müller             | junto a John Cusack, David Morse, Jeffrey Dean Morgan & Ken Watanabe          |
| 2008 | Che: Guerrilla                                       | Tania                   | junto a Benicio Del Toro, Demian Bichir, Catalina Sandino Moreno & Matt Damon |
| 2008 | Die Brücke                                           | Elfie Bauer             | junto a François Goeske                                                       |
| 2008 | La traque                                            | Beate Klarsfeld         | junto a Yvan Attal                                                            |
| 2007 | Eichmann                                             | Vera Less               | junto a Thomas Kretschmann, Stephen Fry & Troy Garity                         |
| 2007 | Romulus, My Father                                   | Christina               | junto a Eric Bana, Marton Csokas & Kodi Smit-McPhee                           |
| 2006 | La mer                                               | Rosie                   |                                                                               |
| 2006 | Las partículas elementales                           | Annabelle               | junto a Moritz Bleibtreu                                                      |
| 2004 | Creep                                                | Kate                    | junto a Vas Blackwood, Jeremy Sheffield & Sean Harris                         |
| 2004 | The Bourne Supremacy                                 | Marie                   | junto a Matt Damon, Joan Allen, Karl Urban & Brian Cox                        |
| 2004 | Las maletas de Tulse Luper 2ª parte - De Vaux al mar | Trixie Boudain          | junto a Jordi Mollà                                                           |
| 2003 | Blueprint                                            | Iris Sellin/Siri Sellin | junto a Ulrich Thomsen                                                        |
| 2003 | I Love Your Work                                     | Mia Lang                | junto a Joshua Jackson, Vince Vaughn, Christina Ricci & Judy Greer            |
| 2003 | Las maletas de Tulse Luper                           | Trixie Boudain          | junto a Jordi Mollà                                                           |
| 2003 | Anatomía 2                                           | Paula Henning           | junto a Barnaby Metschurat                                                    |
| 2002 | Todo lo que quiero                                   | Jane                    | junto a Elijah Wood, Mandy Moore & Elizabeth Perkins                          |
| 2002 | The Bourne Identity                                  | Marie                   | junto a Matt Damon, Chris Cooper, Clive Owen & Brian Cox                      |
| 2001 | Cosas que no se olvidan                              | Toby's Editor           | junto a Paul Giamatti, Selma Blair, John Goodman & Leo Fitzpatrick            |
| 2001 | Blow                                                 | Barbara Buckley         | junto a Johnny Depp, Penélope Cruz, Jordi Mollà, Ray Liotta & Cliff Curtis    |
| 2000 | La princesa y el guerrero                            | Simone 'Sissi' Schmidt  | junto a Benno Fürmann                                                         |
| 2000 | Anatomía                                             | Paula Henning           | junto a Benno Fürmann                                                         |
| 1999 | Schlaraffenland                                      | Mona Wendt              | junto a Daniel Brühl                                                          |
| 1999 | Südsee, eigene Insel                                 | Kassiererin/Cashier     | junto a Ben Becker                                                            |
| 1999 | Almas perdidas en la ciudad                          | Peggy                   |                                                                               |
| 1999 | Winke und lächle!                                    | Susan/Stewardess        | junto a Steffen Wink                                                          |
| 1998 | ¿Bin ich schön?                                      | Linda                   | junto a Steffen Wink                                                          |
| 1998 | Corre, Lola, corre                                   | Lola                    | junto a Moritz Bleibtreu                                                      |
| 1998 | Rennlauf                                             | Alice                   | junto a Johanna Wölfl                                                         |
| 1998 | Opernball                                            | Gabrielle Becker        |                                                                               |
| 1997 | Die drei Mädels von der Tankstelle                   | Lena                    |                                                                               |
| 1997 | Easy Day                                             | Lily                    | junto a Stefan Becker                                                         |
| 1997 | Une vie pour une autre                               | Lisa Manocci            | junto a                                                                       |
| 1997 | Coming In                                            | Nina                    | junto a Steffen Wink                                                          |
| 1995 | Nach Fünf im Urwald                                  | Anna                    | junto a Johann von Bülow, Matthias Beier                                      |

### Televisión
| Año  | Título                          | Papel               | Notas                                                               |
| ---- | ------------------------------- | ------------------- | ------------------------------------------------------------------- |
| 2023 | Castlevania: Nocturne           | Bathory (Voz)       |                                                                     |
| 2022 | Echo 3                          | Hildy               |                                                                     |
| 2022 | Titanes                         | Mayhem              |                                                                     |
| 2018 | Taboo                           | Helga               |                                                                     |
| 2016 | Dark Matter                     | Shaddick            |                                                                     |
| 2016 | Der Island-Krimi                | Solveig Karlsdottir |                                                                     |
| 2014 | The Bridge                      | Eleanor Nacht       | junto a Diane Kruger & Demián Bichir                                |
| 2012 | Copper                          | Eva Heissen         | junto a Tom Weston-Jones, Kevin Ryan & Kyle Schmid                  |
| 2012 | American Horror Story: Asylum   | Anne Frank          | junto a Jessica Lange, Zachary Quinto, Kathy Bates & Joseph Fiennes |
| 2011 | Laconia, el hundimiento         | Hilda               | junto a Thomas Kretschmann, Brian Cox, Ciarán McMenamin Ken Duken   |
| 2010 | Psych                           | Anna                | junto a James Roday & Dulé Hill                                     |
| 2009 | House                           | Lydia               | junto a Hugh Laurie, Olivia Wilde & Jesse Spencer                   |
| 2007 | The Shield: al margen de la ley | Diro Kesakhian      | junto a Michael Chiklis                                             |
| 1996 | Zwei Brüder                     | Mara                |                                                                     |

### Videojuego
| Año  | Título                | Personaje | Notas                                   |
| ---- | --------------------- | --------- | --------------------------------------- |
| 2008 | The Bourne Conspiracy | Marie     | junto a Jeffrey Pierce & William Sadler |

### Director
| Año  | Título                       |
| ---- | ---------------------------- |
| 2020 | Home                         |
| 2006 | Der die Tollkirsche ausgräbt |

### Guion
| Año  | Título                       |
| ---- | ---------------------------- |
| 2020 | Home                         |
| 2006 | Der die Tollkirsche ausgräbt |

## Discografía
- Believe (1998)
- Wish (Komm zu mir) (1998)
- Easy Day (1999)
- Fly with Me (2001)